# Station Suchowolce
Station Suchowolce is een spoorwegstation in de Poolse plaats Suchowolce.